# Queso Ovín

Concejo de Nava en Asturias

El queso Ovín es un tipo de queso que se elabora en el Principado de Asturias (España).

## Elaboración
Se elabora la leche de vaca, cabra, oveja, o bien de mezcla con leche de las tres anteriores. Se recolecta la leche introduciéndola entonces en un tanque de frío. Tras esto se pasteuriza y se le añade el fermento y el cuajo industrial. Al cabo de tres cuartos de hora se corta el cuajo resultante en pequeños trozos. Se toman los trozos y se amasan en una cuba para después prensarlos. Una vez quitado el suero se introducen en moldes con paño. Se vuelve a prensar y se sumerge en salmuera durante 12 horas. Una vez concluido todo este proceso se deja madurar de mes a mes y medio.

## Características
Se trata de un queso de forma cilíndrica, pequeño ya que pesa entre unos 400 y 500 gramos. El interior o pasta es blanco el elaborado exclusivamente con Leche de vaca o leche de cabra, y de color crema el de leche de oveja. La corteza es del mismo color que el queso y tiene una textura estriada.

## Zona de elaboración
Este queso se elabora en la quesería de Joaquín Sánchez e Isabel Fernández, en la localidad asturiana del mismo nombre, en el concejo de Nava.